# 야베 히로유키
야베 히로유키(矢部浩之, 1971년 10월 23일 ~ )는 일본의 희극인, 진행자, 배우이며, 오카무라 다카시와 함께 개그 콤보 나인티나인으로 활동하고 있다.